# Schausia memnonia
Schausia memnonia là một loài bướm đêm trong họ Noctuidae.